# لايبة (شبانكارة)
لايبة (بالفارسية: لایپه) هي قرية تقع في إيران في قسم شبانكارة الريفي. يقدر عدد سكانها بـ 349 نسمة بحسب إحصاء 2016.